# June Lloyd
Pour les articles homonymes, voir Lloyd.
June Kathleen Lloyd (1er janvier 1928 - 28 juin 2006) est une pédiatre britannique et, à la retraite, une membre de la Chambre des lords. June Lloyd est une ardente défenseure de la santé des enfants et joue un rôle déterminant dans la création du Collège royal de la pédiatrie et de la santé infantile. En 1996, le collège obtient son statut royal. Elle est également connue pour avoir découvert que les dommages causés aux patients par la maladie métabolique rare oQ-bétalipoprotéinémie pouvaient être évités par l'utilisation de la vitamine E. Elle est également connue pour avoir découvert le rôle du métabolisme lipidique dans la santé et la maladie de l'enfance, ce qui est original et difficile à étudier à cette époque .

## Jeunesse et éducation
Lloyd est née à Gilgit, au Cachemire, où son père est major dans le Royal Indian Army Service Corps. Elle est restée en Inde jusqu'en 1936, lorsque sa famille revient en Angleterre. Elle fait ses études au Royal High School de Bath, où elle est la préfète en chef. Elle étudie la médecine à l'Université de Bristol, remportant des honneurs avec distinction et une médaille d'or.

## Carrière
Elle rejoint le Collège royal de médecine en 1954. Après des études complémentaires à South Shields, Bristol, Plymouth, Oxford, Manchester et Durham, elle devient assistante de recherche d'Otto Herbert Wolff à Birmingham. Elle enseigne à l'Université de Birmingham de 1958 à 1965, spécialisée dans les troubles métaboliques chez les enfants, en particulier le diabète sucré et l'obésité infantile.
En 1965, elle suit Wolff au Great Ormond Street Hospital à Londres et à l'Institut associé de la santé infantile à l'University College London où elle est maître de conférences, plus tard lecteur et finalement professeur.
Elle est nommée professeur de santé infantile et chef d'un nouveau département de pédiatrie à la faculté de médecine de l'hôpital St George à Londres en 1975 et retourne à Great Ormond Street en 1985 comme professeur Nuffield de santé infantile. Elle siège à de nombreux comités. Elle est la première femme présidente de la British Pediatric Association de 1988 à 1991 et vice-présidente du Collège royal de médecine de 1992 à 1995.
Lloyd prend sa retraite de la médecine en 1992, mais joue un rôle dans la transformation de la British Pediatric Association (abbr. BPA) au Collège royal de la pédiatrie et de la santé infantile. On pense à l'origine que Lloyd deviendrait président du BPA, après avoir été secrétaire honoraire pendant un certain nombre d'années mais Lloyd estime que les pédiatres doivent avoir leur propre collège. Elle est membre d'un groupe influent du BPA, ce qui lui permet de faire pression pour la création d'un nouveau collège. C'est une question litigieuse, car de nombreux membres de la profession pensent que ce n'est pas nécessaire, et il y a de sérieuses divergences d'opinion, en regardant avec le recul Sir Peter Tizard et son groupe de recherche à l' hôpital Hammersmith forment un groupe de voix dissidentes, qui croient que la pédiatrie doit avoir le même pied intellectuel pour la médecine des enfants, que la médecine pour les adultes, au sein de la médecine générale, plutôt qu'une spécialité. Cependant, c'est grâce à elle et à des personnes comme les grands Otto Wolff et Roy Meadow que la décision est prise.
Elle devient pair à vie en tant que baronne Lloyd de Highbury, de Highbury dans le district londonien d'Islington en 1996. Un grave accident vasculaire cérébral avant son introduction à la Chambre des lords l'empêche de siéger jusqu'en 1998. Le handicap qui en résulte l'empêche de devenir un membre actif de la Chambre. Elle décède le 28 juin 2006, à l'âge de 78 ans.